# (6644) Jugaku
(6644) Jugaku es un asteroide perteneciente al cinturón exterior de asteroides descubierto el 5 de enero de 1991 por Atsushi Takahashi y el también astrónomo Kazuro Watanabe desde el Observatorio de Kitami, Hokkaidō, Japón.

## Designación y nombre
Designado provisionalmente como 1991 AA. Fue nombrado en honor a Jun Jugaku (1927-2011), profesor de la Universidad de Tokai, anteriormente profesor del Observatorio Astronómico de Tokio. Es conocido por su trabajo sobre estrellas de tipo temprano, particularmente estrellas de carbono-fósforo y estrellas B. Como editor asociado de las Publicaciones de la Sociedad Astronómica de Japón de 1965 a 1989, hizo todo lo posible para mejorar el nivel científico de esa revista. Se desempeñó como presidente de la Comisión 29 de la IAU durante 1982-1985.

## Características orbitales
Jugaku está situado a una distancia media del Sol de 3,198 ua, pudiendo alejarse hasta 3,677 ua y acercarse hasta 2,720 ua. Su excentricidad es 0,150 y la inclinación orbital 5,420 grados. Emplea 2089,37 días en completar una órbita alrededor del Sol.
Los próximos acercamientos a la órbita de Júpiter ocurrirán el 17 de julio de 2124, el 24 de agosto de 2135 y el 3 de octubre de 2146.
Pertenece a la familia de asteroides de (10) Hygiea.

## Características físicas
La magnitud absoluta de Jugaku es 12,97. Tiene 14,483 km de diámetro y su albedo se estima en 0,160. 